# Pawieł Abramow
Pawieł Abramow (ros. Павел Абрамов; ur. 23 kwietnia 1979 w Moskwie) – rosyjski siatkarz, grający na pozycji przyjmującego.
Ma żonę Margaritę i córkę Alexandrę (ur. 24 sierpnia 2007).
Jest absolwentem centrum edukacji „Olympus”. Jego pierwszym trenerem był Peter V. Shevyakov. Ponadto jest też absolwentem Uniwersytetu Moskiewskiego Wydział Geografii,  który ukończył w roku 2002 (Zakład Geografii Fizycznej Świata).
Kariera siatkarską rozpoczął w 1996 w zespole MGFSO, który rywalizował w drugiej lidze rosyjskiej. Pierwszy wielki sukces Abramow osiągnął na mistrzostwach świata juniorów w 1999 roku, gdzie był najlepiej atakującym i zagrywającym zawodnikiem, a w rankingu przyjmujących zajął drugie miejsce. Ponadto zdobył złoty medal oraz został uznany najbardziej wartościowym zawodnikiem (MVP) turnieju. W tym samym roku zaczął grać w Iskrze Odincowo.
W 2001 zadebiutował w pierwszej reprezentacji Rosji i w moskiewskim klubie Dinamo. W 2003 przeniósł się do Japonii i spędził dwa sezony w zespole V-League Toray Arrows, po czym powrócił do Iskry Odincowo, gdzie spędził cztery następne sezony. W sezonie 2009/2010 występował w Jastrzębskim Węglu. Sezon był bardzo udany dla Abramowa, który odbudował formę i został wybrany najbardziej wartościowym zawodnikiem (MVP) Pucharu Polski, wygranego przez jego zespół. Został uznany również najlepiej atakującym zawodnikiem. W finale mistrzostw Polski Jastrzębianie ulegli jedynie niekwestionowanemu liderowi polskiej siatkówki w ostatnich latach – PGE Skrze Bełchatów. Po roku Abramow przeniósł się do rosyjskiej Superligi do Iskry Odincowo, wraz ze swoim trenerem z Jastrzębia – Roberto Santillim.
Dla rosyjskiej drużyny narodowej Abramow grał nieprzerwanie do 2007 roku. Zdobył z nią w 2004 zdobył brązowy medal na Igrzyskach Olimpijskich w Atenach, a także srebrny na Mistrzostwach Europy w 2005 roku. Zdobył również cztery medale mistrzostw Europy. W turnieju Ligi Światowej 2002, który zakończył się wygraną rosyjskiego zespołu, Abramow zdobył dwie nagrody indywidualne. Został najlepszym atakującym i przyjmującym. Do kadry powrócił w trakcie zawodów Ligi Światowej w 2010 roku.
Został odznaczony tytułem Zasłużonego Mistrza Sportu.

## Sukcesy klubowe
Liga Mistrzów:
- 2001, 2009

Mistrzostwo Rosji:
- 2008, 2009, 2013
- 2000, 2001, 2002, 2006, 2007, 2012

Puchar CEV:
- 2006, 2014

Puchar Top Teams:
- 2007

Puchar Polski:
- 2010

Mistrzostwo Polski:
- 2010

Puchar Challenge:
- 2013

## Sukcesy reprezentacyjne
Mistrzostwa Świata Juniorów:
- 1999

Liga Światowa:
- 2002
- 2007
- 2001, 2006

Mistrzostwa Europy:
- 2005, 2007
- 2001, 2003

Mistrzostwa Świata:
- 2002

Igrzyska Olimpijskie:
- 2004

Liga Europejska:
- 2005

Puchar Świata:
- 2007

## Nagrody indywidualne
- 1999: MVP, najlepszy atakujący i zagrywający Mistrzostw Świata Juniorów
- 2002: Najlepszy atakujący i przyjmujący Ligi Światowej
- 2005: MVP Ligi Europejskiej
- 2005: Najlepszy przyjmujący Mistrzostw Europy
- 2010: MVP i najlepszy atakujący Pucharu Polski

## Odznaczenia
- Odznaczony tytułem Zasłużonego Mistrza Sportu.